# Justicia refulgens
Justicia refulgens är en akantusväxtart som beskrevs av Emery Clarence Leonard. Justicia refulgens ingår i släktet Justicia och familjen akantusväxter. Inga underarter finns listade i Catalogue of Life.